# 高丈二
高 丈二（こう じょうじ、1938年（昭和13年）11月22日 - ）は、日本の声楽家、テノール歌手、オペラ歌手、音楽教育者。沖縄県立藝術大学・聖徳大学名誉教授。旧名 黄 耀明と書かれた記録が存在する。

## 来歴
兵庫県神戸市出身。1958年（昭和33年）兵庫県立神戸高等学校卒業。1963年（昭和38年）、東京藝術大学卒業。1965年（昭和40年）、同大学院オペラ科修了。渡邊高之助に師事。1965年（昭和40年）モーツァルト『魔笛』タミーノ役で声楽家としてデビュー後、1968年（昭和43年）イタリアに留学。ヴェルディ音楽院に入学し、エットレ・カンポガッリアーニに師事。1970年（昭和45年）ミラノ・レオーネⅩIII劇場でロッシーニ『セヴィリアの理髪師』のアルマヴィーヴァ伯爵を歌い、好評を博す。1971年（昭和46年）ミラノでイタリアの創作オペラ『4×5』（D.ロレンツィーニ作曲、リッカルド・シャイー指揮）に出演。同年ジェノヴァで『セヴィリアの理髪師』に出演。
1971年（昭和46年）の帰国後も、二期会を主に、古典からミュージカルに至るまで、また日本オペラや中国オペラなど、数々の舞台経験を積み、わが国を代表するテノール歌手の一人として活躍している。また、ラジオ、テレビ放送などの出演や、コンサートシンガーとしての活躍もめざましい。
東京藝術大学教授、沖縄県立藝術大学教授、聖徳大学教授（音楽学部演奏学科）を務め、一声楽家のみならず教育者としても活躍している。優れた門下生を多く輩出しており、門下生による「高声会」が組織されている。2015年（平成27年）に行われた「高声会 30周年記念特別演奏会」の出演者は以下の通り。ソプラノ：井上ゆかり 臼木あい 北原留美 首藤玲奈 秦貴美子 藤田美奈子 水野貴子 森麻季、メゾソプラノ：古市尚子、テノール：岡本泰寛 川上洋司 古橋郷平 高田正人 新津耕平 星洋二、バリトン：白岩洵 高橋洋介 宮本史利、ピアノ：河原忠之 山岸茂人。現在は聖徳大学名誉教授、沖縄県立芸術大学名誉教授。
財団法人東京二期会理事、声楽会員「二期会」幹事長、日伊音楽協会理事、日本中国文化交流協会常任理事を歴任し、現在、二期会名誉会員。公益財団法人東京二期会顧問。NPO法人日本声楽家協会正会員。

## 主な受賞歴
- 1969年（昭和44年）イタリア・エンナ市国際音楽コンクール声楽部門第3位入賞[4]
- 1969年（昭和44年）イタリア・メラーノ市国際オペラコンクール第2位入賞[4]
- 1980年度（昭和55年度）第8回ウィンナーワルド・オペラ賞（のちのジロー・オペラ賞）[10]